# Gon (manga)
Gon (ゴン?) es una historieta japonesa de 1991 escrita e ilustrada por Masashi Tanaka. La historieta trata acerca de un pequeño e irascible dinosaurio llamado Gon y de sus aventuras y contactos con el mundo natural. La historieta carece totalmente de diálogos, falta compensada con el alto nivel de detalle y realismo de sus ilustraciones. De alguna manera, Gon logró sobrevivir a la extinción de los dinosaurios, y se le muestra interactuando con animales paleolíticos. 
Gon se hizo famoso fuera de Japón por su aparición en el videojuego de pelea Tekken 3. La historieta recibió una adaptación animada, retransmitida en Japón y estrenada en el 2 de abril de 2012. La historieta ganó un premio a la excelencia en el festival Japan Media Arts Festival en 1998.

## Características
La especie de dinosaurio a la que Gon pertenece nunca se ha especificado. Su apariencia corresponde a la de un Carnosaurio común, más o menos del tamaño de un perro pequeño. Es un omnívoro de gran apetito, y es poseedor de una fuerza y resistencia que contrastan con su tamaño. Sus mandíbulas pueden soportar su propio peso, e incluso puede levantar parcialmente a un elefante africano adulto. Su piel escamosa es casi impenetrable, pudiendo resistir las mordidas de grandes depredadores...
El nivel de inteligencia de Gon varía con cada aventura. Esta puede ir desde el despiste total (ignorando un nido de pájaro en su cabeza por semanas), a la astucia estratégica (usando a un león como bestia de carga para sus presas).
En Tekken 3, Gon es resistente al fuego, puede lanzar bolas de fuego y lanzar pedos tóxicos.  Sus chirridos y chillidos son parecidos al de los mapaches y loros.

## Difusión

### Manga
Masashi Tanaka (El Creador de Gon) dijo: Esta obra no tiene diálogos ni onomatopeyas. La gente siempre me pregunta por qué he hecho esto. Desde el comienzo, nunca pensé que fuera necesario. El Manga debería estar sin gramática. Pienso también que es extraño darle a los animales lenguaje humano y hacerlos hablar. Lo que me propuse a hacer con Gon fue dibujar algo que fuera más interesante que cualquier cosa expresada con palabras. El Manga todavía tiene un gran potencial que no existe en otros medios. Planeo seguir desarrollando el arte de la expresión.
Las aventuras de Gon son cómicas con connotaciones ambientales. La serie carece de una continuidad argumental; Gon aparece en diferentes países interactuando con animales de la fauna local en todas sus entregas. Gon tiene un fuerte temperamento pero también un gran corazón y ofrece su ayuda a los muchos animales que encuentra en cada aventura.

### Videojuegos
Gon hizo su primera aparición en videojuegos en la consola SNES en el videojuego del del mismo nombre. El juego fue desarrollado por Tose y publicado en Japón por Bandai el 11 de noviembre de 1994. Un nuevo videojuego, llamado Gon: Baku Baku Baku Baku Adventure, fue desarrollado para Nintendo 3DS y fue publicado el 14 de junio de 2012 por Namco Bandai Games.
Gon aparece como uno de los personajes ocultos del videojuego de lucha  Tekken 3 (autorizado bajo licencia). Para desbloquear al personaje, es necesario derrotarlo en el modo Tekken Ball, o alcanzando la puntuación más alta en el modo Survival insertando el nombre "GON". Es uno de los dos personajes especiales ocultos del juego junto con el Doctor Bosconovitch. Se desconoce si la aparición de Gon  en Tekken 3 corresponde o no al canon de la serie. Aparentemente, su aparición en el juego es puramente ornamental, ya que no existe justificación alguna para su participación en el torneo Tekken. El video final de Gon es el único final de Tekken 3 que se repite continuamente. El traje alternativo de Gon para este juego es un caparazón y guantes azules (el caparazón hace referencia a una ocasión cuando decidió usar un caparazón que encontró). Gon es el único personaje de Tekken 3 que no es afectado por el lanzallamas de True Ogre. 
La aparición de Gon en Tekken 3 se hizo bajo licencia de autor. Quizás esta sea la causa por la que no fue relanzado en la PlayStation Network.

### Anime
Una serie de televisión animada por computadora coproducida por Kodansha y la editorial coreana Daewon Media se emitió en Japón del 2 de abril de 2012 al 25 de marzo de 2013. Contó con Motoko Kumai como la voz de Gon.